# Орлан-рибалка великий

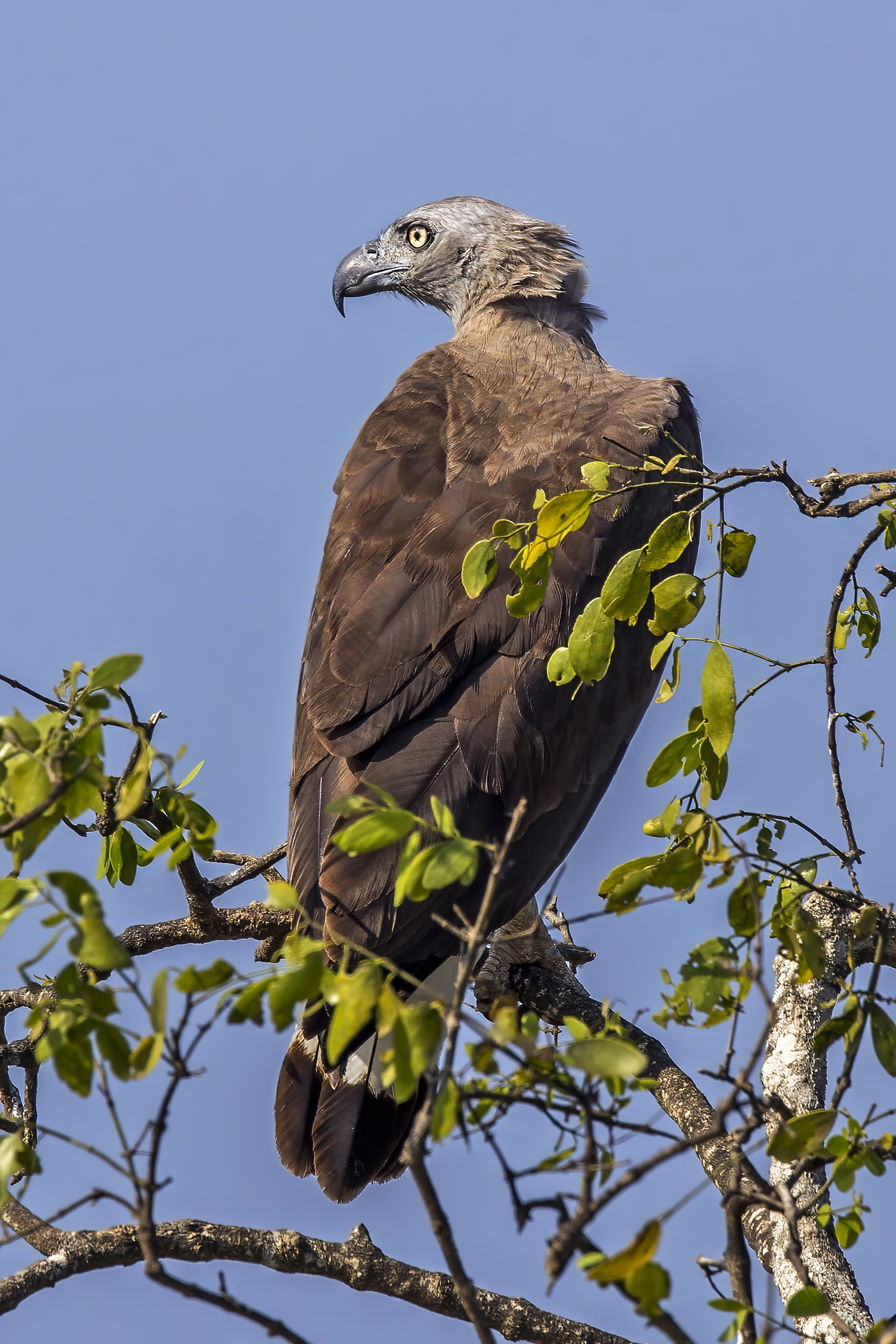
в національному парку Яла, Шрі-Ланка

Орла́н-риба́лка вели́кий (Icthyophaga ichthyaetus) — вид яструбоподібних птахів родини яструбових (Accipitridae). Поширений у Південно-Східній Азії. Це великий кремезний рибоїдний хижий птах, у якого дорослі особини мають темно-коричневу верхню частину тіла, сіру голову і світліший низ живота та білі ноги. Молоді особини блідіші з темнішими плямками. Його іноді плутають з орланом-рибалкою малим (Icthyophaga humilis) і з орланом-довгохвостом. Орлан-рибалка малий схожий за оперенням, але менший, а орлан-довгохвіст має подібне середовище проживання та харчову поведінку, але більший, з довшими крилами та темнішою нижньою частиною. На Шрі-Ланці його часто називають «цистерновим орлом» (англ. tank eagle) через його прихильність до зрошувальних резервуарів.

## Таксономія
Орлан-рибалка великий входить до ряду Accipitriformes і родини Accipitridae, до якого входять більшість хижих птахів, за винятком скопи та соколів. Лернер і Мінделл віднесли орлана-рибалку великого до підродини Haliaeetinae, яка включає роди орлан (Haliaeetus) та орлан-рибалка (Icthyophaga). Вперше він був описаний Горсфілдом у 1841 році як Falco ichthyaetus. Ця парафілетична група утворює тісні сестринські спорідненості з підродиною Milvinae (складається з двох родів, Milvus і Haliatur), що базується на спільній рисі базального злиття другої та третьої фаланг, виявленій лише в цих двох групах. Деякі таксономічні організації відносять цей вид до монотипного роду Ichthyophaga.

## Опис
Невеликий або середній за розміром, але досить потужний орлан. Має невеликий дзьоб, невелику голову на довгій шиї, округлий хвіст і короткі ноги з неопереними лапами та довгими кігтями. Крила не дуже довгі, їх кінчики сягають менше половини хвоста. Самці і самиці статево диморфні. Орлан-рибалка великий має довжину тіла 61–75 см. Самиці важчі за самців, важачи 2,3–2,7 кг порівняно з 1,6 кг у самців. Хвіст розміром 23–28 см і плесно 8,5–10 см. Розмах крил становить 155—170 см.
Дорослі особини сіро-коричневі з блідо-сірою головою і блідою райдужною оболонкою, живіт і хвіст білі з широкою чорною підкінцевою смугою. Груди та шия коричневі, крила зверху темно-коричневі з чорнішими маховими перами першого порядку та коричневими знизу. Голова і шия молодих особин коричневі, на боках горла сіріші, з ворсовими надбрівниками та білуватими цятками.  Решта верхньої частини більш темно-коричнева, по краях сіра, а пера другого і третього порядку мають ледь помітні цятки. Хвіст чорно-білий з розводами і з більш широкою темною підкінцевою смугою та білим кінцем. Живіт і стегна білі, а груди і боки коричневі з білими цятками Райдужна оболонка у молодняка темніша, ніж у дорослих особин. У міру дорослішання молоді субтермінальна смуга стає більш помітною, голова стає сірішою та втрачає цятки, стаючи рівномірного сіро-коричневого кольору.

## Поширення і середовище проживання
Орлан-рибалка великий широко розповсюджений на території від 38˚ пн. до 6˚ пд.ш., що охоплює Індію та Південно-Східну Азію до Малайзії, Західної Індонезії та Філіппін. На деяких окремих територіях може бути рідкісним або локальним. У Північній і Східній Індії зустрічається в Раджастані, Уттар-Прадеші, Біхарі і Ассамі. Він рідко трапляється в Північній і Східній Шрі-Ланці,  рідко і локально в Непалі та рідко і локально в Бангладеш. Також він рідкісний і локальний у Південному Таїланді та рідкісний у Лаосі;  рідко зустрічається у В'єтнамі, Камбоджі та Малайзії до Суматри, дуже рідко трапляється на Яві та Сулавесі, за винятком невеликої місцевої популяції та рідко трапляється на Борнео та Філіппінах.

### Середовище
У рівнинних лісах ці орлани поширені до 1500  м над рівнем моря. Їх гнізда розташовані поблизу водойм, таких як повільні річки та струмки, озера, лагуни, водосховища, болота, а також прибережні лагуни та лимани. Вони також відомі тим, що відвідують зрошувальні резервуари на Шрі-Ланці, звідки походить їх альтернативна англійська назва у Шрі-Ланці.

## Екологія та поведінка
Це осілий птах, який може бути поодиноким або зустрічатися парами. Вони не мігрують. Молоді особини розходяться з місць розмноження, ймовірно, у пошуках партнера або інших місць харчування. Орлан-рибалка великий проводить більшу частину часу на сидячи прямо на голих гілках над водоймами, час від часу злітаючи вниз, щоб зловити рибу. Політ важкий на вигляд з різкими і повними помахами пласких крил. Проводить небагато часу в польоті, ширяючи, ймовірно, через середовище існування, у якому живе, і жодних особливих проявів поведінки у повітрі не описано.

### Розмноження
Сезон розмноження орлана-рибалки великого зазвичай триває з листопада до травня на більшій частині материкового ареалу, але змінюється з грудня до березня на Шрі-Ланці та з листопада до січня в Індії. Гнізда були знайдені в січні-березні в Бірмі, у квітні на Суматрі та в серпні на Борнео, незрозуміло, чи були ці гнізда старими чи використовувалися для розмноження. Ритм розмноження в охоронюваному районі Прек-Тоал у Тонлесап синхронний з паводковим режимом, який починається у вересні, з вилуплюванням пташенят приблизно під час піку повені в жовтні–листопаді.
Орлан-рибалка великий будує величезне гніздо з паличок, до 1,5 метра впоперек, яке при багаторазовому використанні досягає висоти до 2 метрів. Гніздо вистелене зеленим листям і розташоване на високих деревах (8–30 м) на вершині або біля верхівки дерева з відкритою структурою крони, як серед лісу, так і на окремих деревах. Місця гніздування завжди поблизу або безпосередньо біля водойм, уникаючи людських осель, як це властиво й іншим орланам, яким важлива легкість доступу та велика кількість їжі.
Розмір кладки може становити від 2 до 4 яєць, але зазвичай на пару відкладаються двоє чисто білих яєць. Мало відомо про рівень батьківської турботи, яку надає орлан-рибалка великий, докази вказують на моногамію та спільні обов’язки батьків. Інкубація, пошук їжі і вигодовування пташенят здійснюються самцем і самкою, причому інкубація триває 45–50 днів, а період вирощування пташенят – 70 днів.

### Живлення і раціон
Як випливає із загальної назви, орлан-рибалка великий є спеціалізованим рибоїдом, який полює на живу рибу та іноді може поїдати знайдену мертву рибу, а іноді також рептилій, наземних птахів і дрібних ссавців. Tingay та ін. виявили, що в раціоні орлана-рибалки великого в заповідній зоні Прек-Тоал Тонлесап є тонлесапська водяна змія, яка перебуває під загрозою зникнення. Чи є це основною здобиччю в їхньому раціоні чи це сезонне явище, залишається незрозумілим. Найчастіше орлан ловить рибу з невисокого сідала над водою, після короткого лету вихоплюючи здобич з поверхні води або з невеликої глибини. Також ширяє над поверхнею річки чи озера, в разі якщо риба надто важка, щоб її підняти, тягнучи її до берега, де пожирає. Він також жваво переслідує здобич та може ловити рибу в бурхливій воді, наприклад на порогах. І орлан-рибалка великий і орлан-рибалка малий мають сильно загнуті кігті, подібно до скопи (Pandionidae), пристосовані для лову риби, що менш виражене в роді Haliaeetus.

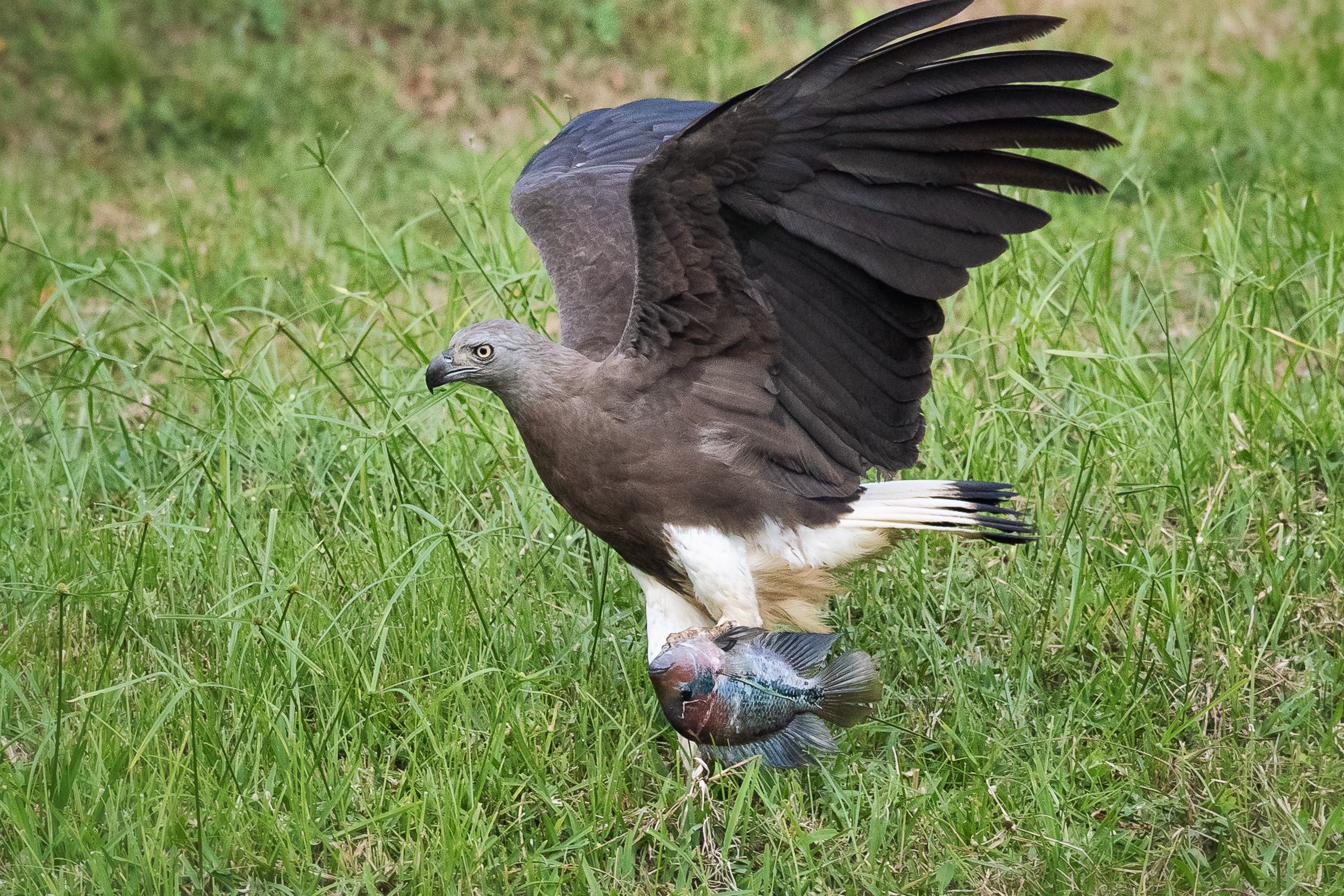
Орлан-рибалка великий зі щойно спійманою рибою тиляпією.

### Голос
Крики орлана-рибалки великого включають булькання ав-авр і чі-варр, що повторюються 5–6 разів, подібне до сов ооо-вок, ооо-вок, ооо-вок, носове гудіння уг-вук і гучний високий поклик. Він починається з приглушених низьких коротких нот, кожна наступна сильніша, різкіша і вища за попередню, потім знову завмирає, поклик видає з сідала або в польоті. Пташенята видають більш тривалий носовий звук ууув-вгаар, який починається низько і тихо, потім стає голоснішим, вищим і різким. Під час сезону розмноження буває досить галасливим, кричить голосно, його чутно здалеку, часто кричить також уночі.

## Загрози
Популяція орлана-рибалки великого скорочується, хоча на цей час він не перебуває під загрозою зникнення, внаслідок численних і різноманітних загроз. Втрата придатного водно-болотного середовища існування, вирубування лісів, надмірний вилов риби, замулення, переслідування, тривоження людиною та забруднення, що призводить до втрати місць гніздування та зменшення запасів їжі. Tingay та ін. зазначили, що ці повідомлення базуються здебільшого на неофіційних фактах, хоча їхні дослідження виявили остаточний негативний зв'язок між людським житлом і рівнем заселення гнізд орлана-рибалки великого в Камбоджі. Іншою критичною загрозою для камбоджійських популяцій орлана в Тонлесап є перегородження річки Меконг для гідроенергетики, що, можливо, матиме негативний вплив на критичні режими повеней у Тонлесап.

## Охоронний статус
Орлан-рибалка великий наразі занесений до Червоного списку МСОП як такий, що перебуває під загрозою зникнення. За оцінками, популяція становить від 10 000 до 100 000 статевозрілих особин на основі того, що вона не може перевищувати п’ятизначного числа. Ця оцінка була завершена в 2001 році з низькою якістю даних у поєднанні з помітним зменшенням популяції, тому було б розумно припустити, що число наближається до 10 000, що межує з класифікацією вразливих. Популяція поширена на площі понад 5 мільйонів км² і зараз вважається поширеною лише локально, з помірним швидким скороченням популяції на всьому ареалу.
Хоча наразі немає активних заходів щодо збереження орлана-рибалки великого, існує щорічна програма моніторингу гніздової популяції в заповідній зоні Прек-Тоал на озері Тонлесап у Камбоджі, яка проводиться щороку з 2006 року. Програма надає базову інформацію про екологію виду та стан і розподіл гніздової популяції. МСОП також запропонував низку інших природоохоронних дій, зокрема обстеження для виявлення важливих територій і регулярний моніторинг на різних ділянках по всьому ареалу, захист лісів на територіях, які, як відомо, важливі для виду, та проведення інформаційних кампаній із залученням місцевих жителів, щоб сприяти гордості за існування виду і сприяти кращій підтримці водно-болотяних угідь.